# 갈전
갈전(葛田 또는 乫田)은 1914년 지금과 같은 행정구역이 만들어지기 전 지금의 담양군 수북면 두정리, 궁산리의 상(上)갈전과 담양군 대전면 월본리, 강의리, 태목리의 하(下)갈전 지역이다. 1914년 이전 광주의 최북단은 지금의 북구 우치동이 아닌, 담양군 수북면 두정리였다.